# Liste der Wappen im Landkreis Fürth
Die Liste der Wappen im Landkreis Fürth zeigt die Wappen der Gemeinden im bayerischen Landkreis Fürth.

## Landkreis Fürth

Landkreis Fürth Über einer gekürzten roten Spitze, darin eine senkrecht stehende goldene Ähre, dieser aufgelegt ein aus dem unteren Schildrand wachsendes oberhalbes silbernes Zahnrad, gespalten; vorne in Silber ein halber, golden bewehrter roter Adler am Spalt, mit goldenem Kleestängel auf dem Flügel, hinten fünfmal schräg geteilt von Rot und Silber.
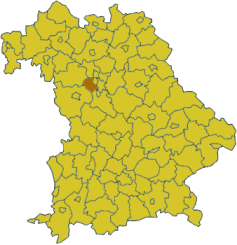
Lage des Landkreises Fürth in Bayern
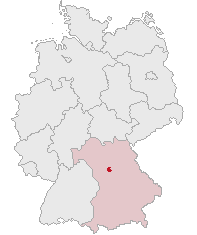
Lage des Landkreises Fürth in Deutschland

## Wappen der Städte, Märkte und Gemeinden

Markt Ammerndorf Gespalten von Gold und Rot; vorne ein in zwei Reihen von Rot und Silber geschachter Schrägbalken, hinten ein goldenes Mühlrad.
Markt Cadolzburg In Grün ein wachsender goldener Hirsch, zwischen dessen Stangen ein springender silberner Bracke.
Gemeinde Großhabersdorf Gespalten; vorne geviert von Silber und Schwarz, hinten in Grün eine Garbe aus fünf goldenen Ähren.
Stadt Langenzenn In Rot ein von Silber und Schwarz gevierter gelehnter Schild, bekrönt mit einem Kübelhelm; Helmzier: ein von Silber und Schwarz gevierter Brackenkopf, der unten zu einer silbernen und schwarzen Helmdecke ausgezogen ist.
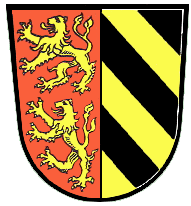
Stadt Oberasbach Gespalten; vorne in Rot übereinander zwei goldene Löwen, hinten fünfmal schräg geteilt von Schwarz und Gold.
Gemeinde Obermichelbach Im Zinnenschnitt schräg geteilt von Gold und Schwarz; oben eine rote Pflugschar, unten ein silberner Wellenschrägbalken.
Gemeinde Puschendorf Über rotem Zinnenschildfuß gespalten; vorne in Gold ein golden bewehrter halber schwarzer Adler am Spalt; hinten in Silber ein grüner Eichenzweig mit drei Blättern.
Markt Roßtal In Gold eine rote gotische Kirche mit Dachtürmchen, aus deren Tor ein silbernes Ross schreitet.
Gemeinde Seukendorf Unter von Silber und Schwarz geviertem Schildhaupt in Gold ein zerbrochenes, mit schwarzen Messern besetztes, rotes Rad.
Stadt Stein Geviert von Silber und Blau; 1 und 4: ein schwarz gekleideter, bärtiger Mannsrumpf mit silbernem Kragen und silberner Mütze mit schwarzem Stulp, in der Rechten einen schwarzen Hammer haltend; 2 und 3: zwei schräg gekreuzte silberne Bleistifte mit den Spitzen nach unten.
Gemeinde Tuchenbach Unter von Silber und Schwarz geviertem Schildhaupt in Blau ein silberner Wellenschrägbalken, überdeckt von einem schräg links gestellten goldenen Weberschiffchen.
Gemeinde Veitsbronn In Silber die linksgewendete, rot gekleidete Figur des heiligen Veit mit goldenem Buch und schwarzem Hahn; der Figur ist ein blauer Wellenbalken unterlegt.
Markt Wilhermsdorf Geteilt von Gold und Blau; oben nebeneinander drei stehende rote Rauten, unten der silberne Großbuchstabe W.
Stadt Zirndorf In Silber auf grünem Boden ein runder roter Torturm mit rotem Spitzdach, darauf eine goldene Wetterfahne; beiderseits anschließend eine durchgehende rote Zinnenmauer.

## Ehemalige Gemeinden mit eigenem Wappen

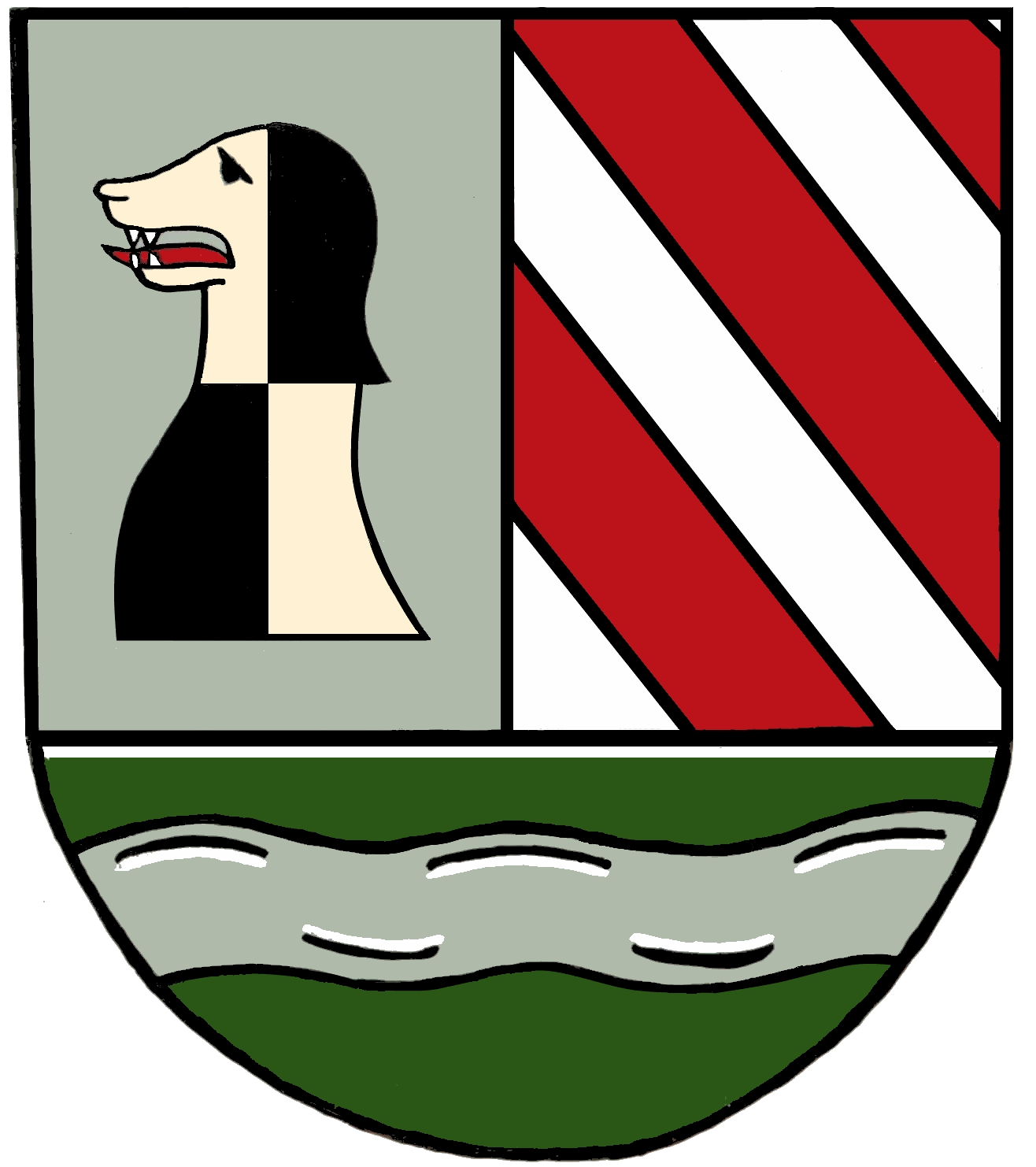
Gemeinde Steinbach
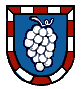
Gemeinde Weinzierlein
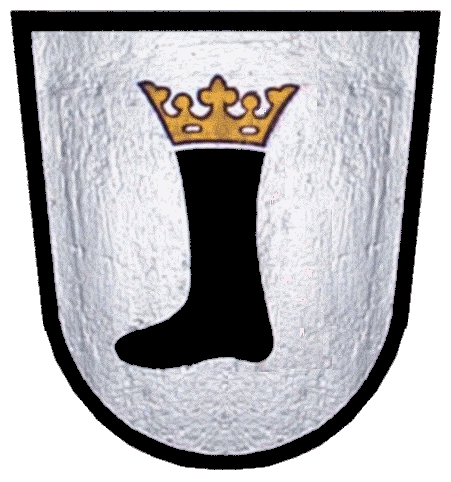
Gemeinde Weitersdorf